# Горло Барлога
Горло Барлога — печера в Урупському районі Карачаево-Черкеської Республіки. Найглибша печера на території Російської Федерації. Глибина — близько 900 м. Довжина — близько 3000 м. (Печера до кінця не досліджена, тому дані показники можуть змінюватися).
Вхід в печеру розташований у верхів'ях річки Ацгара, що є першою правою притокою річки Уруп, — отвір в полиці зруйнованого скельного виступу вапняку. Абсолютна висотна відмітка входу 2825 м над рівнем моря.
Відкрита і вперше обстежена в серпні 1994 року групою спелеологів з Ростова-на-Дону, Черкеська і Донецька.